# Porta San Giovanni
Pour l’article homonyme, voir Porta San Giovanni (Padoue).
La porta San Giovanni (« porte Saint-Jean » en français), est une porte du mur d'Aurélien à Rome située dans le rione de Monti qui doit son nom à sa proximité avec l'Archibasilique Saint-Jean de Latran. Elle se trouve entre la porta Maggiore au nord-est et la porta Asinaria située cent mètres légèrement à l'ouest.

## Histoire
Cette porte constituée d'un seul arc fut ordonnée par le pape Grégoire XIII. Contrairement la confusion fréquemment faite, cette porte fut très probablement réalisée par Giacomo Del Duca qui fut l'assistant de Michel-Ange lors de la construction de la Porta Pia (1561-1565), et non Giacomo della Porta. Cette erreur tient au fait que les chroniques de l'époque faisait référence au « fameux architecte Giacomo », sans plus de précisions. Elle a été commandée pour fluidifier le trafic en provenance et en direction du sud de l'Italie, notamment de la Campanie, dans la zone du Latran en pleine restructuration à cette époque. Son style, en raison de l'époque d'édification, est plus proche d'une porte décorative que d'un ouvrage défensif avec l'absence de tour ou bastion de défense.
Elle fut inaugurée en 1574 et condamna par décret papal la Porta Asinaria voisine datant de la construction du mur d'Aurélien et pourtant bien plus importante. La Porta San Giovanni donnait sur la via Campana rejoignant la via Appia Nuova.
À proximité de la porte, dans l'enceinte du mur, se trouve la place homonyme qui fut ornée en 1927 d'une immense statue de bronze de Giuseppe Tonnini représentant saint François d'Assise.

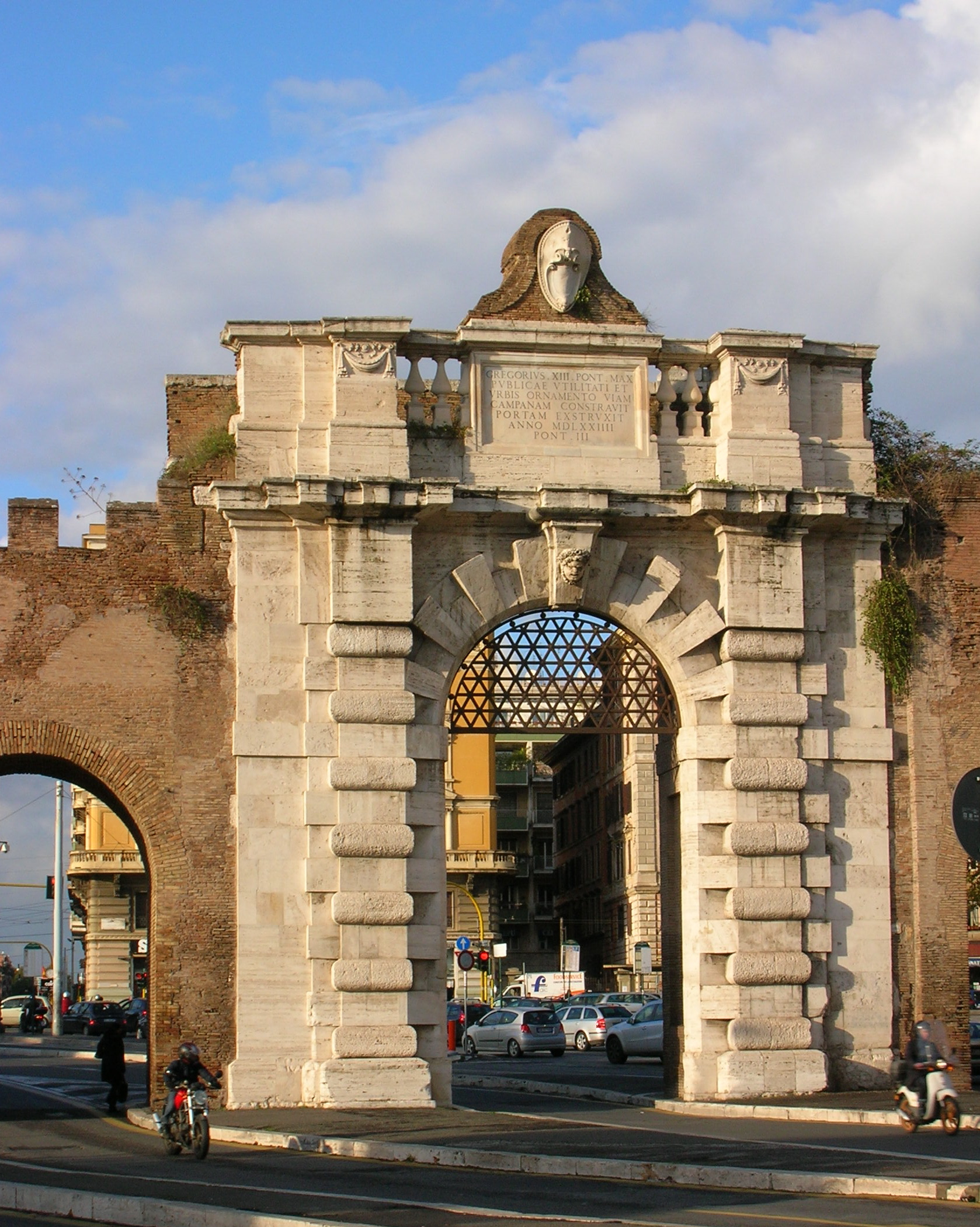
L'arc central.
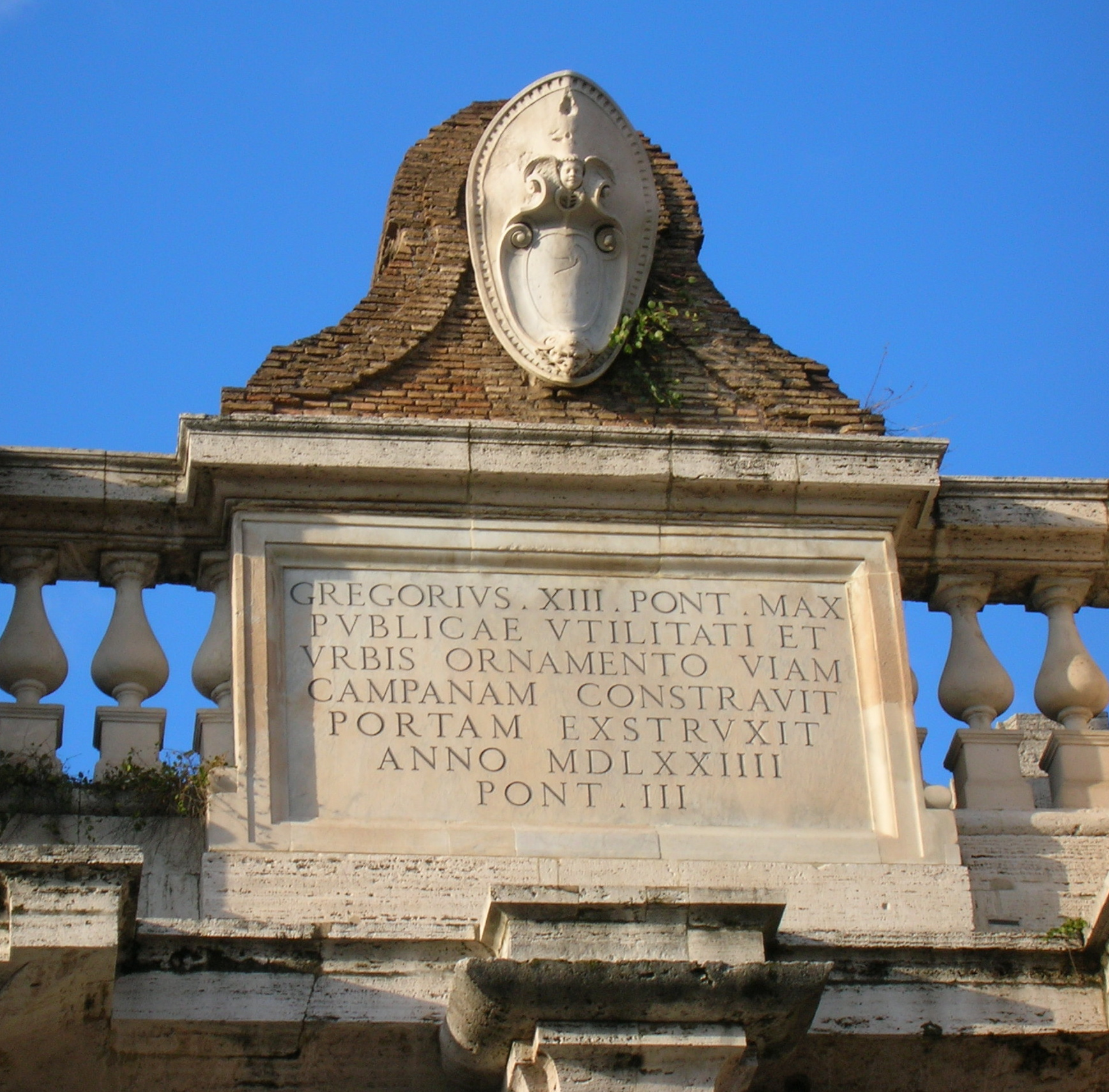
Détails de l'inscription latine de la porta San Giovanni.

## Inscriptions
Sur la face externe de la porte est inscrit le texte latin :
GREGORIVS XIII PONT. MAX
PVBLICAE VTILITATI ET VRBIS ORNAMENTO
VIAM CAMPANAM CONSTRAVIT
PORTAM EXSTRVXIT
ANNO MDLXXIIII PONT. III
ce qui signifie en français : 
Le Souverain Pontife Grégoire XIII,
pour l'utilité publique et l'ornementation de la Ville,
traça la route de Campanie
et érigea cette porte,
en l'an 1574, le troisième de son pontificat.

## Vie de quartier

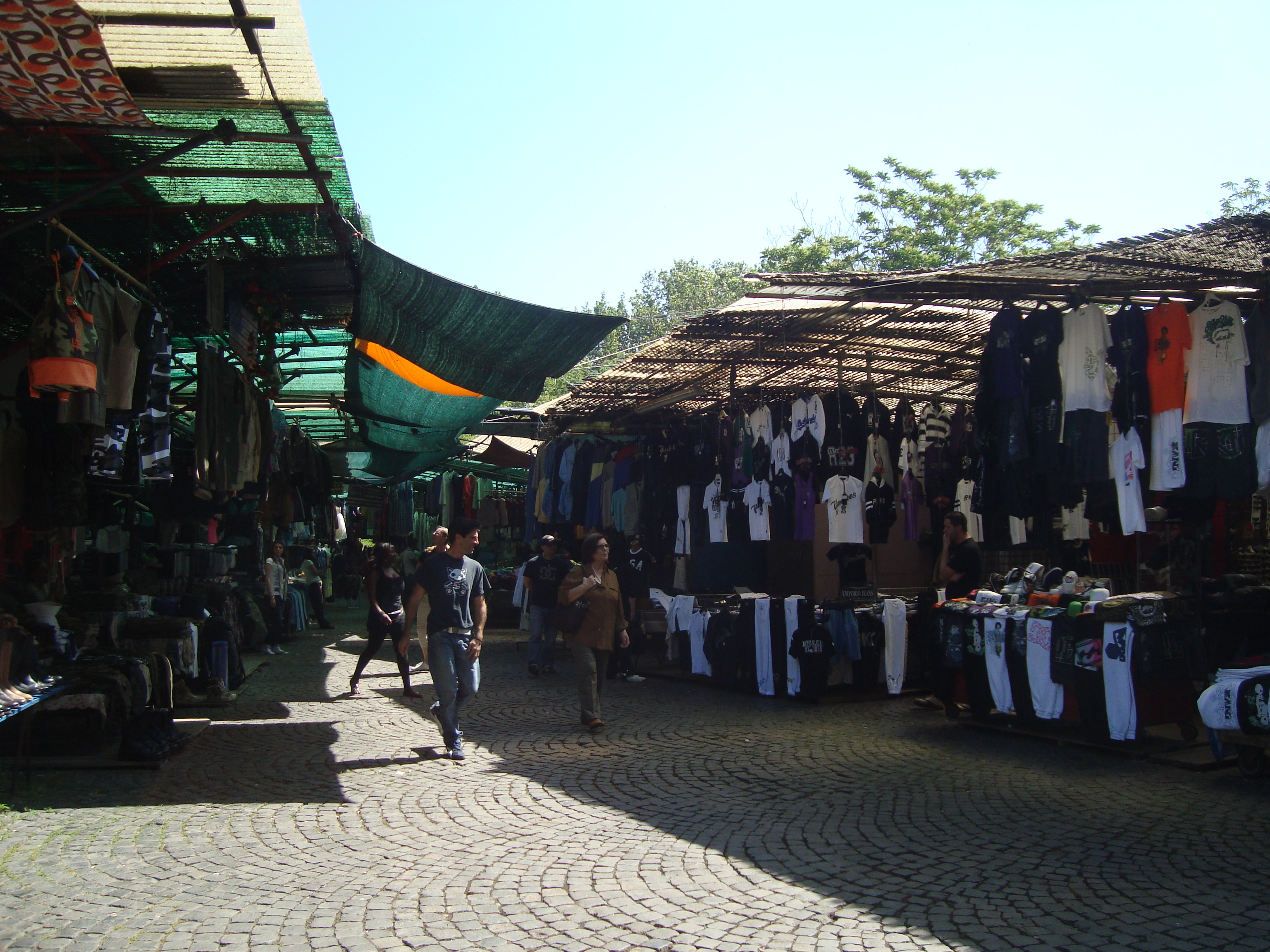
Le marché de via Sannio

La porte se trouve à la limite du quartier Appio-Latino et du rione de Monti. Elle marque également le point de départ de la via Appia Nuova et de la via Tuscolana quelques mètres plus loin.
À proximité, entre la porta San Giovanni et la porta Asinaria se trouve un célèbre marché romain de vêtements et de fripes sur la via Sannio, présent quotidiennement tous les matins sauf le dimanche. Derrière la basilique Saint-Jean-de-Latran, située au nord-ouest de la porte, qui attire de nombreux touristes, se trouve également un important établissement de santé de la ville, l'hôpital San Giovanni–Addolorata.